# Juliana Di Tullio
Juliana di Tullio (Morón, provincia de Buenos Aires, 22 de octubre de 1971) es una política argentina y psicóloga social perteneciente al Partido Justicialista. Fue diputada de la Nación Argentina por la Provincia de Buenos Aires entre 2005 y 2017, entre mayo de 2013 y diciembre de 2015 fue presidenta del bloque del Frente para la Victoria en la Camara de Diputados de la Nación Argentina.  Integró además el Parlamento del Mercosur. Actualmente es senadora nacional por la provincia de Buenos Aires por Unión por la Patria.
Durante su gestión apoyó la ley de identidad de género, despenalización del aborto y la Ley de Matrimonio Igualitario.

## Biografía

### Comienzos
Di Tullio nació en Morón el 22 de octubre de 1971. Estudió psicología social en la Escuela de Psicología Social Pichón Riviere egresando en el año 2000  y militó en el peronismo desde la escuela secundaria. En los años noventa, junto al diputado Mario Oporto y al dirigente Edgardo Binstock fundó la Agrupación Peronista Movimiento. Conoció a Cristina Fernández en 1999 y a Néstor Kirchner en el 2000, que en ese entonces ocupaban los cargos de diputada nacional y gobernador de la Provincia de Santa Cruz, respectivamente. Tiene dos hijos (Martina y Franco). 
Entre 2003 y 2005 fue embajadora para temas de la mujer de la Cancillería.

### Diputada nacional (2005-2017)
En 2005 fue elegida diputada nacional por la Provincia de Buenos Aires y reelecta en el 2009, cuando ocupó el lugar de Nacha Guevara tras su renuncia, y en 2013, cuando secundó a Martín Insaurralde en la lista kirchnerista. Fue la presidenta del bloque del Frente para la Victoria en la cámara baja e integra las comisiones de Comercio; Derechos Humanos y Garantías; Familia, Mujer y Niñez; Legislación General; y Relaciones Exteriores y Culto. Además, es consultora de las Naciones Unidas, del Banco Interamericano de Desarrollo y de la Organización Mundial de la Salud y presidenta de la asociación Manos Creativas, que fue fundada por su madre, Ana Bellocchio, en los ochenta y se dedica a ayudar a mujeres bonaerenses a través del arte popular y el trabajo. Fue además integrante titular del Parlamento del Mercosur en 2010 y 2011.
En 2011 las diputadas oficialistas Di Tullio y Diana Conti presentaron cada una proyectos para la ley de identidad de género, uno impulsado por la Federación Argentina de Lesbianas, Gays, Bi y Transexuales y otro por la Comunidad Homosexual Argentina, respectivamente. A su vez, los diputados de la oposición Silvana Giúdici y Miguel Ángel Barrios también presentaron medidas para regular la ley. Di Tullio comentó la participación de la comunidad homosexual y dijo que «[de esta forma] el Estado garantiza la pluralidad». Di Tullio apoyó la Ley de Matrimonio Igualitario alegando que «[el matrimonio] no puede estar restringido para una porción de la sociedad».
Además ha sido una ferviente defensora de la despenalización del aborto. Al respecto del trato del Congreso a la despenalización del aborto opinó «es una deuda del Congreso nacional [que es] el lugar privilegiado y el lugar adecuado para debatir este tema»

Ese mismo año recibió el premio Parlamentario como la legisladora más laboriosa, premio que recibiría nuevamente en 2014. Años después, al ser elegida para liderar su bloque, dijo que no cambiaría sus ideas por más que más de la mitad de su bloque se opusiese al aborto pero que su función «es albergar la posición de todo el bloque». En cuanto a este tema además dijo, «tengo diferencias con la Presidenta, ahora eso no me aleja de este proyecto político».
Apoyó la ley de reconocimiento de una licencia laboral para padres adoptantes y la extensión de la licencia de paternidad a cinco días (en el proyecto original quince), dijo «Es un proyecto muy importante, yo diría que revolucionario [..] Constituye un avance muy importante, pues no sólo equipara los derechos de los padres y madres biológicos y adoptantes, sino que también fortalece el vínculo de ellos con sus hijos». En 2012 participó en la sesión especial en Ushuaia para elaborar la declaración sobre la soberanía argentina en las Islas Malvinas.

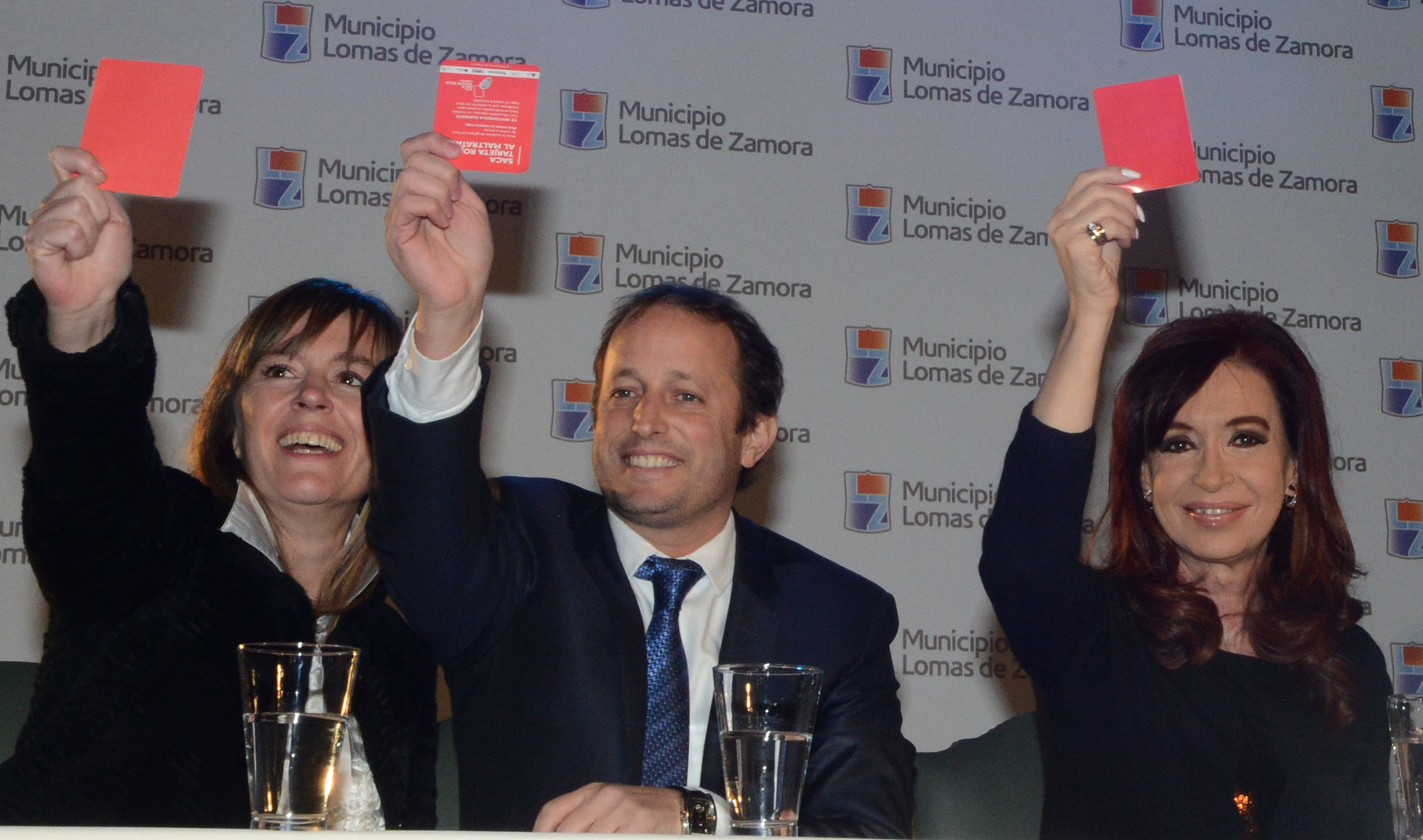
Di Tullio, Martín Insaurralde y Cristina Fernández de Kirchner durante la campaña para las elecciones legislativas de 2013.

Di Tullio criticó en numerosas ocasiones al Grupo Clarín. En 2013 efectuó una denuncia ante la Procelac (Procuraduría Adjunta de Criminalidad Económica y Lavado de Activos) para que se reanuden las investigaciones al grupo y a Héctor Magnetto por un presunto lavado de dinero a través de once sociedades en Panamá, constituidas durante la última dictadura militar. En 2009, por su parte, había presentado junto a las diputadas Diana Conti y María Teresa García una denuncia contra el diario Clarín por la nota «La fábrica de hijos: conciben en serie y obtienen una mejor pensión del Estado», la cual consideró «un total menosprecio de la condición femenina». Además, como presidenta de la comisión de Comercio, Di Tullio tuvo un rol importante en el apoyo a la ley del control de Papel Prensa. Según ella al momento de la aprobación de la ley, «[en] distribución del papel para los diarios ha existido y existe una inequidad absoluta».
Se desempeñó como vicepresidenta del bloque del Frente para la Victoria hasta mayo de 2013 cuando fue designada para reemplazar al presidente Agustín Rossi luego de siete años en el cargo. Se convirtió así en la primera mujer en ocupar la presidencia de un bloque oficialista en la historia argentina. Tras su nombramiento dijo que su bloque seguiría «profundizando los cambios en la argentina» y que su predecesor, ahora Ministro de Defensa, «Fue el mejor jefe que pudo tener el oficialismo [...] es irreemplazable, es Maradona». Rosendo Fraga expresó que la diputada «garantiza continuidad en la línea política [pero] no suma experiencia» mientras que el diario Página 12 la mencionó como «una histórica militante peronista».
En busca de renovar su mandato en las elecciones legislativas de 2013, secundó a Martín Insaurralde en la lista de diputados oficialista en la Provincia de Buenos Aires. La lista obtuvo el 32,1% de los votos. Como congresista presentó y apoyó proyectos en defensa de las minorías y los derechos de la mujer, entre otros, la ley de identidad de género, despenalización del aborto y la Ley de Matrimonio Igualitario.
En 2014, apoyó la reforma y unificación del Código Civil y Comercial que elimina más causales de divorcio, las definiciones de matrimonio como unión de hombres y mujeres, y quita la obligatoriedad de poner el apellido del hombre a los hijos.
Con el fin de la presidencia de Cristina Fernández de Kirchner en diciembre de 2015 y el pase del Frente para la Victoria a la oposición, fue reemplazada al frente de la bancada por Héctor Recalde. La bancada del Frente para la Victoria se ausentó durante la asunción del nuevo presidente Mauricio Macri en desacuerdo con un fallo de la jueza Servini de Cubría que dictaminaba que el mandato de Cristina Fernández terminaba el 9 de diciembre a las 24 horas y no en el momento de la jura de Macri al mediodía del 10 de diciembre. Di Tullio lamentó el fallo y dijo: «Soy diputada de la Nación y no puedo pasar por alto esta aberración jurídica».
En 2019, asume como directora del Banco Provincia de la Buenos Aires, donde coordinó la creación de la primera Comisión de Mujeres, Política de Género y Diversidad Sexual de la entidad.
En 2021, tras la renuncia de Jorge Taiana al asumir como ministro de Defensa, di Tullio juró como senadora nacional por la provincia de Buenos Aires, donde preside el bloque Unidad Ciudadana, integrante del interbloque Frente de Todos. Entre los proyectos que acompañó, se encuentran el proyecto de Ley de Plan de Pago de Deuda Previsional y de creación del Fondo Nacional para la cancelación de deuda con el Fondo Monetario Internacional.
A su vez, través de su cargo como vocal de la Fundación Banco Provincia de Buenos Aires, di Tullio lleva adelante programas de acompañamiento relacionados con la niñez y adolescencia de la provincia de Buenos Aires.

## Imagen pública
Se destacó por la defensa de las políticas llevadas a cabo por Cristina Fernández de Kirchner, al mismo tiempo ha sido descripta como representante de la agenda femenina en el congreso. En cuanto a la estética, ha sido catalogada por el Semanario Parlamentario como la «Miss Parlamento 2011», aunque Di Tullio se «mostró incómoda» en hablar sobre lo estético con los medios prefiriendo centrarse en el trabajo parlamentario y no en la estética.